# Regensburg-Prüfening
Regensburg-Prüfening – jedna z trzech stacji kolejowych w Ratyzbonie, obok Regensburg Hauptbahnhof i Regensburg-Burgweinting, w kraju związkowym Bawaria, w Niemczech. Jest położona w zachodniej części miasta na Prüfeninger Schloßstraße. Przed stacją linia kolejowa dzieli się na trasie Ratyzbona – Norymberga i w kierunku doliny Dunaju do Ingolstadt Hauptbahnhof i Ulm.
Regensburg-Prüfening składa się z trzech peronów. Na południu są perony 1 i 2 w kierunku Norymbergi i około 100 metrów na północ, peron 3 w kierunku Ingolstadt. Na stacji zatrzymują się tylko pociągi regionalne. Według klasyfikacji Deutsche Bahn posiada kategorię 5.
Połączenia:
- Regensburg Hbf: dwa połączenia na godzinę
- Ingolstadt Hbf: połączenia co godzinę
- Neumarkt (Oberpfalz): połączenia co godzinę